# Glaucidium albertinum
El mochuelo albertino, mochuelo del Alberto o mochuelo de Alberto (Glaucidium albertinum) es una especie de ave del orden Strigiformes. Se encuentra en la República Democrática del Congo y en Ruanda. Su hábitat son bosques de montaña y transicionales hasta los 2500m s. n. m. Está amenazado por la deforestación y la pérdida de hábitat.